# Peter Chrappan
Peter Chrappan (Bratislava, 21 dicembre 1984) è un ex calciatore slovacco, di ruolo difensore.

## Carriera
Ha giocato nella massima serie dei campionati austriaco, azero, slovacco e lussemburghese.